# Martin Sinković
Martin Sinković (Zagreb, 10 de novembro de 1989) é um remador croata, campeão olímpico.

## Carreira
Sinković competiu nos Jogos Olímpicos de 2012 e 2016, conquistando a medalha de prata, em Londres, com a equipe da Croácia de skiff quádruplo, e sagrando-se campeão olímpico na prova do skiff duplo junto com seu irmão Valent Sinković, no Rio de Janeiro. Ganhou o ouro nos dois sem em Tóquio 2020, novamente ao lado do Valent.